# Milan Calábek

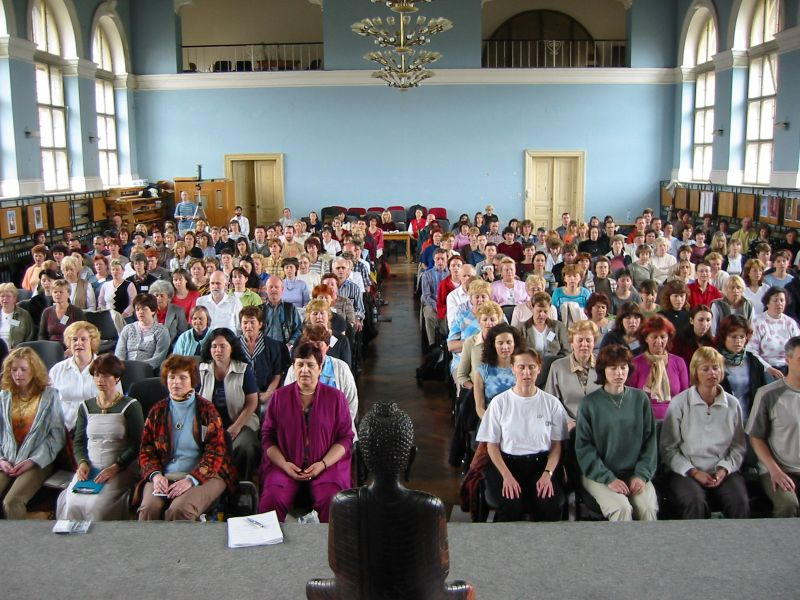
Univerzita Nové doby Milana Calábka

Milan Calábek (* 7. listopadu 1940, Kladno) je český dramatik, dramaturg, lektor a překladatel anglických a sovětských divadelních her (i prózy). Po roce 1980 se začal věnovat zenu, buddhismu a různým disciplínám alternativní medicíny a to včetně oborů jako je: archetypální psychologie, léčba změnou modelu skutečnosti, hypnóza, aurická typologie apod. V roce 1997 založil institut alternativního vzdělávání (Univerzitu Nové doby).

## Život

### Mládí a studia
Milan Calábek se narodil 7. listopadu 1940 v Kladně. Jeho matka byla povoláním učitelka a jeho otec pracoval jako úředník. Po složení maturitní zkoušky v roce 1958 zahájil Calábek studium v Plzni na Lékařské fakultě, ale studium nedokončil, odešel do Prahy a zde prošel několika příležitostnými zaměstnáními. V roce 1960 zahájil studium na Filozofické fakultě Univerzity Karlovy (FF UK) v Praze obor dějiny divadla a teorie divadla. Po několika letech studia (roky 1960 až 1966) ale svoje vysokoškolské studium na FF UK neuzavřel.

### Práce pro divadla
Jako lektor činohry Národního divadla pracoval Milan Calábek v letech 1965 až 1967 a v období mezi léty 1967 a 1968 vykonával funkci dramaturga v ostravském Státním divadle. V letech 1968 až 1973 byl dramaturgem v Divadle Petra Bezruče v Ostravě. Po návratu do Prahy dramaturgicky spolupracoval s Činoherním klubem (v letech 1973 až 1974) a od roku 1974 až do roku 1980 pak rovněž dramaturgicky spolupracoval s Divadlem na Vinohradech.

### Změna oboru
Změnu profesní orientace zahájil Milan Calábek v roce 1980, kdy opustil spolupráci s divadly. Zážitek blízkého setkání se smrtí změnil jeho životní postoje, stal se abstinentem a vegetariánem a začal se plně věnovat cestování, studiu buddhismu, meditační praxi, etnografii jakož i praktickému provozování alternativní medicíny. Také zahájil spolupráci s Psychoenergetickou laboratoří profesora Františka Kahudy a stal se viceprezidentem Filipínského léčitelského kruhu. Po sametové revoluci založil v roce 1997 Univerzitu Nové doby – institut alternativního vzdělávání. V rámci rozsáhlé přednáškové činnosti doma i v zahraničí se těmto oborům i nadále intenzivně věnuje.

## Dílo

### Hry, povídky, překlady
Státní divadlo v Brně se pokusilo nastudovat Calábkovu prvotinu Lesní čtvrť, ale ještě před jejím uvedením byla Lesní čtvrť v roce 1967 zakázána.
Mezi léty 1970 až 1975, kdy měl zakázáno publikovat český básník, prozaik, dramatik, herec a divadelní režisér Jiří Šotola, propůjčil Milan Calábek svoje jméno jako krycí pro jeho historizující komedii Zázrak Na louži.
Calábek publikoval občasně v literárním časopisu Plamen (v roce 1962 zde Calábek uveřejnil překlad povídky Zabijáci od Ernesta Hemingwaye) a v českém literárním časopise Světová literatura, kde v roce 1963 otiskli Calábkův překlad Faulknerovy prózy Šindele pro Hospodina.

### Po roce 1980
Po změně profesní orientace publikuje především v periodikách, které se zabývají metodami alternativní medicína (například měsíčník Regenerace).

## Charakter tvorby
S profesí dramaturga souvisí i Calábkova literární činnost. Calábkovy antiiluzivní hry nesou znaky scénářů nebo libret a žánrově jdou tyto hry přes hranice činohry předeveším důrazným uplatněním postupů charakteristických pro hudební, taneční nebo pohybové výrazové prostředky. Zároveň v nich autor dává i možnost jejich dalšího scénického dotvoření přímo na jevišti (princip divadla na divadle, obraznost sdělení nebo paralelismus tematických linií, jenž se významově vzájemně doplňují). Milan Calábek většinou zpracovával starší literární a dramatické předlohy.

## Divadelní hry
- Česká mše (rozmnoženo, 1969, premiéra 1968, hráno s titulem Česká mše vánoční).[3] Hra líčí úděl skladatele Jakuba Jana Ryby na pozadí produkce lidové vánoční hry.[4]
- Zavraždění svaté Celestiny. (premiéra v roce 1969)[3] Mystérium podle kastilského spisovatele Fernanda de Rojase (rozmnoženo, 1969, i premiéra, hráno s titulem: Zavraždění svaté Celestiny, kuplířky z města Salamanky).[4]

### Scénicky zpracované divadelní hry
- Doktor Faust (premiéra v roce 1969,[3] též s tituly: Doktora Fausta život a smrt, Život a smrt doktora Fausta). Notoricky známý příběh o Faustovi promítl Calábek na horizont střídajících se ročních období, jež jsou znázorněna tradičními folklorními obřady.[4]
- Čas nočního světla (1976, premiéra s titulem: Úzkost). Tradičně stavěná psychologuízující hra s kriminální zápletkou.[4]
- Krásná Františka aneb Strašné rejdy mořských vrahů (1981).[4] (Poznámka|Strojopis textu je uložen v knihovně Divadelního ústavu spolu s libretem muzikálové úpravy Mladé gardy od Alexandra Fadějeva a textem divadelní hry Krásná Františka aneb Smutné vyražení v Tůvru.[4]).

### Adaptace divadelních her
- Fráňa Šrámek: Stříbrný vítr (D, rozmnoženo, 1975, premiéra 1972);[4]

### Scénická práce při adaptaci divadelních her
- Gustave Flaubert: Citová výchova (1975, premiéra 1. verze s titulem: Frederic, 1972);[4]
- Alexandr Fadějev: Mladá garda (muzikálové libreto, 1975);[4]
- L. J. Hernándezová: Slavnost na Stříbrné hoře (1977).[4]

### Překlady divadelních her
- Alexej Konstantinovič Tolstoj: Car Fjodor (rozmnoženo, 1976, i premiéra).[4]

### Překlady divadelních her (scénická práce)
- T. Wilder: Jen o chlup (1966, s Janou Werichovou);[4]
- William Saroyan: Lásko, měj se hezky (1967);[4]
- Federico García Lorca: Dům doni Bernardy (1967);[4]
- Alexander Vampilov: Rozloučení v červnu (1972).[4]

## Publikování
- CALÁBEK, Milan, ed. a ŠMÍDOVÁ, Irena, ed. Divadlo na Vinohradech 75. (název v tiráži: Divadlo na Vinohradech - 75 let.) [Praha: s.n., 1982]. 117 stran. (uspořádal Milan Calábek a Irena Šmídová)[4]
- autor textu: 1977; George S. Kaufman, Moss Hart: Přišel na večeři.[6]
- přeložil: 1963; Šindele pro Hospodina, Světová literatura, 8, 3, 1963/05, strany 125-139.[6]

#### Studie a články
- H. Petružela: Radokův Faust – Zpráva o nerealizované inscenaci, Divadelní revue 2004, číslo 2.

#### Recenze

##### Česká mše vánoční
- L. Kopáčová, Rudé právo 10. 1. 1969;
- J. Suchomelová, Zemědělské noviny 15. 1. 1969;
- A. Stránská, Divadelní noviny 12, 1968/69, číslo 9

##### Doktor Faust
- M. Rusinský, Nová svoboda 10. 9. 1969;
- D. Cimická, Zemědělské noviny 19. 3. 1970

##### Zavraždění svaté Celestiny
- K. Bundálek, Rovnost 13. 11. 1969;
- Z. Srna, Práce 18. 11. 1969;
- M. Vojta, Tvorba 1970, číslo 41

##### Gustav Flaubert:Frederic
- J. Havlásek, Nová svoboda 16. 5. 1972;
- L. Weber, Lidová demokracie 15. 11. 1972

##### Alexandr Fadějev:Mladá garda
- K. Bundálek, Rovnost 28. 1. 1975;
- V. Čech, Brněnský večerník 10. 2. 1975

##### Čas nočního světla (Úzkost)
- J. Jelen, Scéna 1976, číslo 10;
- fk (F. Knopp), Lidová demokracie 7. 5. 1976.